# Cyornis caerulatus
El papamoscas picoancho (Cyornis caerulatus) es una especie de ave paseriforme de la familia Muscicapidae endémica de Sumatra y Borneo.
.

## Distribución y hábitat
Es endémica de las selvas de Sumatra y Borneo.

## Subespecies
Se reconocen las siguientes:
- C. c. albiventer Junge, 1933 - Sumatra;
- C. c. rufifrons Wallace, 1865 - oeste de Borneo;
- C. c. caerulatus (Bonaparte, 1857) - norte, este y sur de Borneo.

## Estado de conservación
Se encuentra amenazada por la pérdida de su hábitat natural.